# Pylémène
Dans la mythologie grecque, Pylémène (en grec ancien Πυλαιμένης / Pulaiménês), chef des Paphlagoniens, est un combattant troyen de la guerre de Troie, personnage de l'Iliade.
Il est cité à plusieurs reprises (Il, II, 851 ; V, 576–577) comme le meneur des guerriers venus de Paphlagonie. Il a un fils, Harpalion, qui meurt de la main de Mérion (XIII, 643–659). Lui-même est tué par Ménélas (V, 576) tandis que son cocher Mydon est abattu par Antiloque :

« À ce moment, ils font leur proie de Pylémène, l'égal d'Arès, chef des Paphlagoniens, guerriers magnanimes. C'est l'Atride Ménélas, illustre guerrier, qui le trouve dressé devant lui, le frappe de sa pique et l'atteint à la clavicule. »

Néanmoins, au chant XIII, Pylémène revient au combat emporter le cadavre de son fils, dépouillé par les Grecs :

« [Les Paphlagoniens] vont, affligés, et son père, avec eux, qui verse des larmes : rien ne lui pourra payer son fils mort. »

Certains commentateurs de l'Antiquité en ont conclu qu'il y avait deux Pylémène, de même qu'il y a deux Ajax (Ajax fils de Télamon et Ajax fils d'Oïlée). D'autres ont corrigé le texte : « Mais son père n'est pas avec eux ».